# Prasátko (Medvídek Pú)
Prasátko (anglicky Piglet) je fiktivní postava z knih a filmů Medvídek Pú od Alana Alexandera Milna. Jako všichni ostatní hrdinové byl vytvořen na základě plyšové hračky autorova syna. Je nejlepší přítel Medvídka Pú, ale je blízký i Kryštůfkovi Robinovi.
V originální barevné verzi E. H. Sheparda má jasně růžovou kůži a zelený svetr, zatímco ve verzi od Disneyho má svetr růžový. Je druhý nejmenší ze všech zvířátek, hned po Klokánkovi. Prasátkův hlas je pisklavý.

## Historie

### První roky
Prasátko je poprvé uvedeno ve třetí kapitole Medvídka Pú, i když se objevuje i dříve na ilustraci ve druhé kapitole. Prasátko se vyskytuje i v dalších kapitolách (V, VI, VII, VIII, IX, a X).
Již v první knize prožívá prasátko několik dobrodružství, například když prasátko dává Ijáčkovi narozeninový balonek, který poté praskne). Také když se snaží podvést Klokanici v převleku za Klokánka apod. V druhé knize pomáhá stavět Ijáčkův dům, potkává tygra, ztratí se v mlze a zachrání Medvídka Pú a Sovu. Za tento čin pro něj složí Pú píseň.
Prasátko umí číst a psát. V jedné z ilustrací knihy druhé se objevuje prasátko podepisující se jiným jménem („Piglit“), i když by se měl podepsat Prasátko („Piglet“). Přesto mu Ijáček rád říkává Prasátko.
Prasátkovo oblíbené jídlo jsou žaludy. Jednou si jeden žalud zasadilo kousek od svého domu a doufá, že jich v budoucnu bude mít víc.
Prasátko žije ve velkém domě ve středu buku ve Stokorcovém lese, vedle nápisu „Soukromý pozemek Williama“. William je Prasátkův dědeček. Později v druhé knize se Prasátko odstěhovalo k Medvídkovi Pú.

### Kreslený film
Na Prasátko se zapomnělo v prvním filmu Medvídek Pú a Medový strom (1966) od režiséra Wolfganga Reithermana, později bylo nahrazeno za Sysla.
Mnoho rodin protestovalo proti rozhodnutí kanálu Disney vyloučit Prasátko. Kanál Disney nakonec ustoupilo a objevilo se v dalším filmu Medvídek Pú a bouřlivý den (1968). O dvacet let později Prasátko hrálo také malou roli ve filmu Falešná hra s králíkem Rogerem (1988). Také bylo hostem v seriálu Disney's House of Mouse.
Prasátko od Disneyho má růžovou kůži a červeno rudý svetřík. Lze ho najít v parku Walta Disneyho, kde se s ním lze seznámit a pozdravit ho.
Disney natočil film Prasátko a jeho velký příběh (2003), kterým přesvědčuje o tom, že i to, co je malé, může dokázat velké věci. Děj filmu spočívá v tom, že zvířátka nechají Prasátko omylem doma. Později, když ho hledají podle jeho památníčku, si uvědomí, že Prasátko je velkým hrdinou.